# Копцевичи (Копцевичский сельсовет, деревня)
Копцевичи (бел. Капцэвічы) — деревня в Петриковском районе Гомельской области Республики Беларусь. Входит в состав Копцевичского сельсовета.

## География
Расположен в лесной местности, в 19 км на северо-запад от Петрикова, 194 км от Гомеля.

## История
Основана в начале XX века переселенцами из соседней деревни Копцевичи. В 1908 году в Лясковичской волости Мозырского уезда Минской губернии. В 1930 году организован колхоз. Во время Великой Отечественной войны 48 жителей погибли на фронте. Согласно переписи 1959 года в составе совхоза «Лясковичи» (центр — деревня Лясковичи).

## Население
- 1908 год — 2 двора, 31 житель.
- 1917 год — 215 жителей.
- 1959 год — 506 жителей (согласно переписи).
- 2004 год — 65 хозяйств, 121 житель.

## Известные уроженцы, жители
- Волков, Игорь Владимирович (род. 1970) — белорусский политик, депутат Палаты представителей Белоруссии VII созыва.

## Транспорт
Транспортные связи по просёлочной, затем автомобильной дороге Лунинец — Калинковичи. Планировка состоит из криволинейной, близкой к широтной ориентации улицы с 3 переулками. Застройка двусторонняя, деревянная, усадебного типа.